# بورتي (بيمنتة)
بورتي هي بلدية في مدينة تورينو الحضرية، في منطقة بيمنتة الإيطالية، تقع على بعد ما يقارب 40 كيلو مترا (25 ميلا) جنوب غرب تورينو. تقع بورتي على حدود البلديات التالية: بينيرولو, سان بيترو فال ليمينا, فيلار بيروسا, سان جيرمانو كيزوني و سان سيكوندو دي بينيرولو.